# 拉拉·薩爾瑪王妃
拉拉·薩爾瑪王妃（1978年5月10日—）是摩洛哥國王穆罕默德六世的前妻。拉拉（Lalla）是摩洛哥一個給貴族女性的敬稱，薩爾瑪才是她的名字。她是第一位得到王室頭銜的摩洛哥國王之妻。

## 生平
王妃出生名為薩爾瑪·芭娜妮 (Salma Bennani)；父親al-Haj Abdel Hamid Bennani是一名教師、母親Naima Bensouda在她三歲時早逝。她和妹妹自小是由外婆扶養的。王妃是柏柏尔人。
薩爾瑪在拉巴特上學並在1999年時認識了國王。畢業後，她成為了一位工程師。

## 婚姻及子女
薩爾瑪分別在2001年10月12日及2002年3月21日和穆罕默德國王進行了結婚儀式。穆罕默德是摩洛哥首位奉行一夫一妻制的国王。兩人育有兩名子女：穆萊·哈桑王儲（2003年5月8日生於拉巴特皇宮）和拉拉·卡迪佳公主（2007年2月28日生於拉巴特皇宫）。
2018年，有外国媒体报道薩爾瑪和国王离婚的消息，但摩洛哥王室一直沒有回应。2019年7月，穆罕默德國王的律師在法国媒体访问中以「穆罕默德國王的前妻」稱呼薩爾瑪，间接承认两人已离婚。